# Super Discount 3
Super Discount 3 è il quarto album in studio del DJ e produttore francese Étienne de Crécy. Pubblicato nel marzo 2015, è il sequel di Super Discount 2 del 2004

## Tracce
| 1  | Night (Cut the Crap)            | 5:22 |
| 2  | You (feat. Madeline Follin)     | 3:34 |
| 3  | WTF (feat. Pos & Dave)          | 3:33 |
| 4  | Hashtag My Ass                  | 3:11 |
| 5  | Smile (feat. Alex Gopher)       | 4:32 |
| 6  | Sunset (feat. Tom Burke)        | 4:07 |
| 7  | Amazing (feat. Julien Delfraud) | 4:02 |
| 8  | Follow (feat. Kilo Kish)        | 3:33 |
| 9  | Love                            | 4:18 |
| 10 | Family (feat. Baxter Dury)      | 4:03 |
| 11 | WTF (Beta Instrumental)         | 3:58 |
| 12 | Sunset (Beta Instrumental)      | 4:55 |